# Florence Barker (natation)
Pour les articles homonymes, voir Florence Barker et Barker.
Florence Barker (née le 23 mars 1908 et morte en 1986) est une nageuse britannique.

## Carrière
Florence Barker a représenté la Grande-Bretagne aux Jeux olympiques d'été de 1924 à Paris où elle a remporté la médaille d'argent, arrivant à la deuxième place de l'équipe des nageuses britanniques dans l'épreuve de 4 × 100 mètres nage libre.
En compétition individuelle, elle s'est qualifiée pour les demi-finales du  100 mètres nage libre, terminant au neuvième rang.